# منطقة التدفق

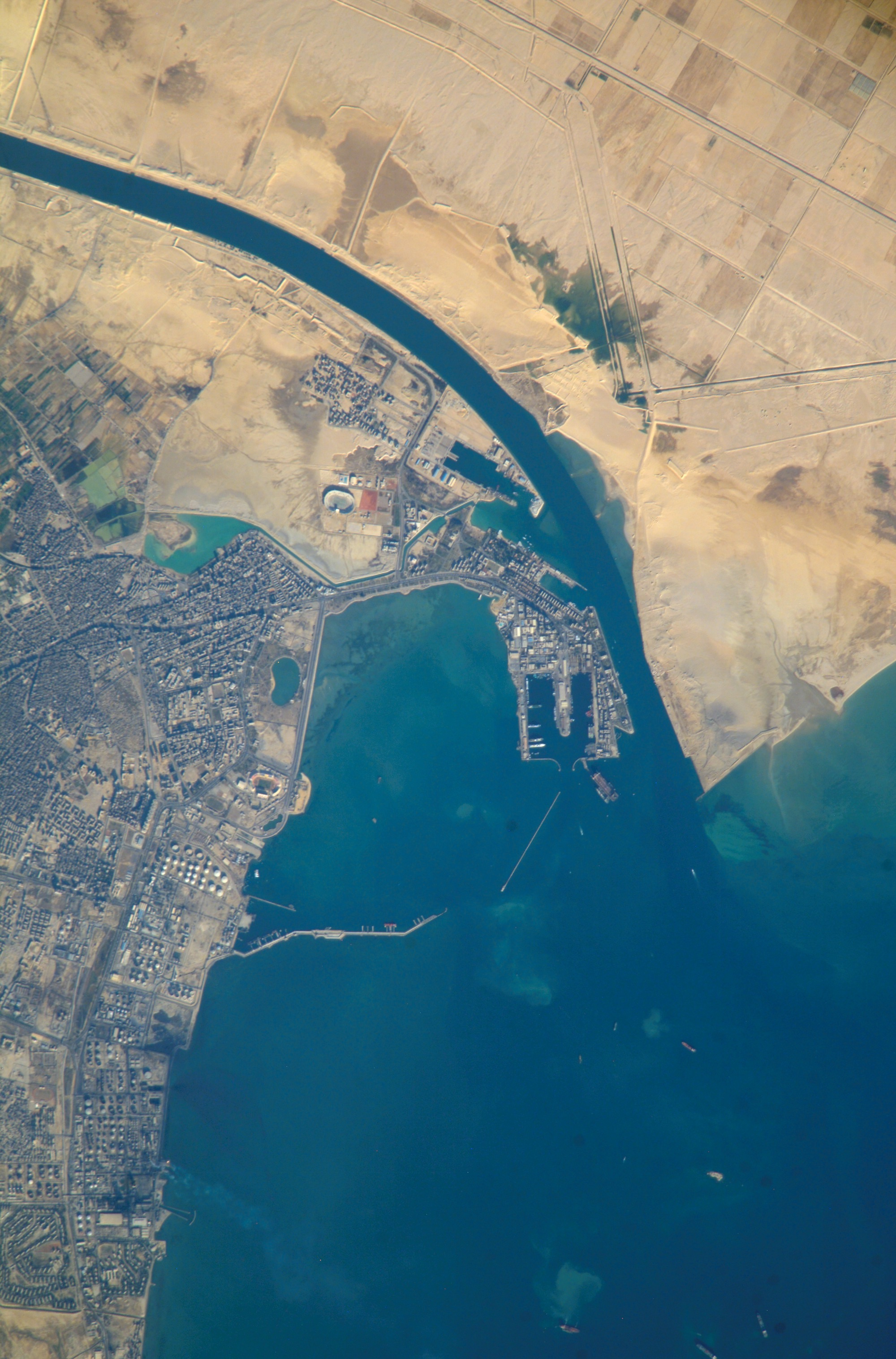

في جغرافيا الأنهار والجداول والأنهار الجليدية، تُعد منطقة التدفق (بالإنجليزية: Debouch)، مكانًا يظهر فيه الجريان السطحي من مساحة صغيرة محصورة في مساحة أكبر وأوسع. هذا المصطلح من أصل فرنسي ويعني ظهوره. يستخدم المصطلح أيضًا استخدامًا عسكريًا.

## الجيولوجيا
في الجيومورفولوجيا النهرية، المسطح هو المكان الذي يخرج فيه الجريان السطحي من مساحة صغيرة محصورة إلى مساحة أكبر وأوسع. الأمثلة الشائعة هي عندما يتدفق النهر إلى النهر أو عندما يتدفق النهر إلى المحيط. يمكن أن يؤدي التنقيب إلى توليد كميات هائلة من نقل الرواسب. عندما ينتقل تيار ضيق عبر ممر جبلي إلى الحوض، ستتشكل مروحة الغرينية من الرواسب الجماعية للرواسب. تعتبر الأنهار الأربعة الكبرى (الأمازون، والغانج، ويانغتسي، والأصفر) مسؤولة عن 20% من التصريف العالمي للرواسب في المحيطات عن طريق الدبور.

## الجغرافيا
في الجغرافيا النهرية، المغطس هو المكان الذي يتدفق فيه جسم مائي من فتحة ضيقة. بعض الأمثلة هي: عندما يخرج نهر أو جدول من شكل أرضي ضيق، مثل المجرى، إلى بلد مفتوح أو مساحة أوسع؛ ينضم الخور إلى النهر. أو يتدفق جدول إلى بحيرة.

## عسكري
في الاستخدام العسكري لكلمة ديبوش: كاسم، يُعرف أحيانًا التحصين في نهاية الدنس باسم ديبوش؛ وكفعل، يقال أيضًا أن الجنود الخارجين من مساحة ضيقة وينتشرون "يفسقون".

## أنظر أيضاً
- التضاريس النهرية للجداول

- منطقة تأثير المياه العذبة